# Дезульер, Антуанетта
Антуанетта Дезульер (фр. Antoinette Des Houlières; полное имя Antoinette de Lafon de Boisguérin des Houlières или Deshoulières; урождённая Антуанетта дю Лигье де ла Гард (Antoinette du Ligier de la Garde); ок. 1634 год, Париж — 17 февраля 1694 года, там же) — французская поэтесса XVII века, сделавшая блестящую светскую карьеру и державшая литературный салон.

## Творчество
- Мелкие стихотворения, идиллии, мадригалы, придворно-буколическая поэзия в жеманном стиле.
- Лучшая поэма «Les Moutons», переделка стихотв. Арм. Кутеля.
- Собрание сочинений, изданное её дочерью Терезой Дезульер (вместе со стихами дочери) 1699.